# Urola Medio

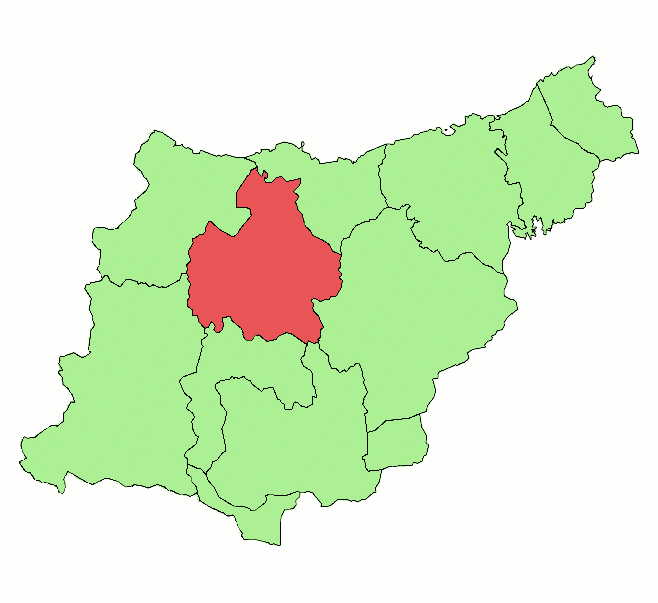
Situación de la comarca del Urola Medio en Guipúzcoa.

El Urola Medio (en euskera Urola Erdia) es una comarca situada en el centro de Guipúzcoa.
Cuenta con aproximadamente 30.000 habitantes. La principal localidad es Azpeitia.

## Geografía
Limita al nordeste con la comarca de Urola Costa, al sur con la del Alto Urola, al este con la de Tolosaldea, al oeste con la del Bajo Deva y al suroeste con la del Alto Deva.

## Municipios
- Azpeitia: 13.740 habitantes (2004).
- Azcoitia: 10.257.
- Cestona: 3.124.
- Régil: 619.
- Beizama: 159.

## Entorno natural
El río Urola atraviesa la comarca en su curso hacia el mar.

## Servicios
El Hospital de Zumárraga ofrece servicios sanitarios para los habitantes de esta comarca, dentro de la oferta pública de Osakidetza.
- Datos: Q12268689